# Глубочица (Тверская область)
Глубочица — деревня в Осташковском городском округе Тверской области.

## География
Деревня находится между озер Глубокое и Залецкое в 22 км на север от города Осташкова.

## История
В конце XIX — начале XX века деревня входила в состав Кравотынской волости Осташковского уезда Тверской губернии. В 1889 году в деревне было 62 двора.
С 1929 года деревня являлась центром Глубочинского сельсовета Осташковского района Великолукского округа Западной области, с 1935 года — в составе Калининской области, с 1994 года — в составе Сорожского сельского округа, с 2005 года — в составе Сорожского сельского поселения, с 2017 года — в составе Осташковского городского округа.

## Население
| 1859 | 1889 | 2002 | 2010 |
| ---- | ---- | ---- | ---- |
| 276  | ↗353 | ↘13  | →13  |